# Pierre Bertaux
Pierre Bertaux fue un germanista y político francés, miembro de resistencia francesa, nacido el 8 de octubre de 1907 en Lyon (departamento del Ródano) y muerto el 14 de agosto de 1986 en St.-Cloud (Altos del Sena).
Miembro de varios gabinetes de gobiernos de izquierda, fue Comisario de la República durante la liberación de Toulouse, y se le otorgaron las medallas de Oficial de la Legión de Honor, Croix de guerre 1939-1945, y Compañero de la Liberación. Fue senador por el Sudán Francés, el actual Mali, de 1953 a 1955.

## Antes de la guerra: universitario y hombre de gabinete
Estudió en el Lycée Janson de Sailly de París. 
Pierre Bertaux era hijo de Félix Bertaux, autor de libros de texto en alemán, especialista en literatura alemana en la revista literaria La Nouvelle Revue Française, que había estudiado en Berlín antes de la Primera Guerra Mundial.
Hizo la escuela secundaria en Ruan, luego en Maguncia, donde su padre estaba a cargo de la nueva escuela franco-alemana en la Renania ocupada por Francia, y por último en París (en el Liceo Janson-de Sailly y en el Louis-le-Grand). Marcado por sus estancias en Lescun, ingresa a la Escuela Normal Superior, en donde es condiscípulo de Raymond Aron y Jean-Paul Sartre. Más tarde obtiene el diploma de agrégé de alemán (1932) y el de Doctor en Letras. Después de un primer viaje a Berlín en 1925 con su padre (en el que conoce a Thomas Mann), hizo tres viajes más entre octubre de 1927 y 1933, período durante el cual recibió a grandes autores franceses (Jules Supervielle y André Gide por ejemplo), y tiene contactos con Golo Mann. Universitario próximo a la SFIO, escribe en El Hombre Nuevo, revista que busca modernizar el socialismo. Director de programas de debate de la Office de radiodiffusion télévision française entre 1934 y 1935, es promovido a jefe de gabinete de Pierre Viénot, Subsecretario de Estado para Asuntos Exteriores en el gobierno de Léon Blum, y más tarde del Departamento de Educación en el gobierno de Jean Zay, entre 1937 y 1938. Después de su tesis (sobre Friedrich Hölderlin), vuelve durante un tiempo a dar clases en las Universidades de Rennes y de Toulouse.

## Comisario de la República en la Resistencia
Llamado a filas para desempeñarse como Teniente intérprete, y luego para realizar transmisiones de radio en idioma alemán para el Ministerio de Información, en diciembre de 1940 funda una red de la Resistencia en Clermont-Ferrand, y toma contacto con la Francia Libre en Londres en junio de 1941. Después de varias misiones de inteligencia en la zona ocupada, fundó el llamado "Grupo Bertaux" en Fonsorbes, que recibió paracaidistas para realizar sabotajes en la zona sur. Detenido por la Sureté y juzgado, fue encarcelado en Toulouse entre 1941 y 1943, y luego pasó a la clandestinidad, participando como líder de los paracaidistas en los Pirineos. Contactado "en un banco" para ocupar el cargo de comisario de la liberación interino en Toulouse, y después de la liberación de la ciudad, es designado para garantizar la autoridad del gobierno provisional sobre Toulouse y toda la región adyacente, debido a que el titular del cargo de Comisario de la República, Jean Cassou, compañero de celda de Bertaux entre 1941 y 1943, se encontraba seriamente herido tras un tiroteo con los alemanes el 20 de agosto de 1944. Pierre Séailles fue su agregado militar.
Con humor relata en sus memorias que le resultó difícil ganar, especialmente frente a la influencia de las FFI locales, dirigidas por Serge Ravanel, y del CNL, un comité de maquis de la resistencia, que deseaban mantener un poder local fuerte. La descripción que realiza de su progresiva obtención, primero de su sillón, luego de su oficina, y después de su teléfono, demuestra una verdadera dificultad para poner orden entre los grupos armados locales. Esto condujo a la preocupación del gobierno por una eventual "República Roja" en Toulouse.

## La visita de De Gaulle
La visita del general De Gaulle pone fin drásticamente a dicha situación. El General es particularmente duro con los comunistas, con el CNL (quienes, tratando de hablar a solas con él, lo encierran en una oficina), y con el agente británico George Starr (conocido como "coronel Hilaire"). En el auto que lo lleva de Blagnac a Toulouse, el General se ofusca notablemente al enterarse de lo que este último le habría dicho a Bertaux:

- Soy el coronel « Hilaire », tengo 700 hombres armados, y traigo en el bolsillo una orden firmada por Churchill y De Gaulle, y si hay lío, pegaré un golpe en la mesa y diré: «Yo soy el que manda aquí».
- ¿Y Ud. no lo mandó a arrestar inmediatamente? – preguntó el General.

- No, « Hilaire » traía consigo 700 hombres armados.

- ¿Y Ud. no lo ha invitado a almorzar conmigo por lo menos?

- Por supuesto que sí, él ha luchado durante casi dos años junto a los maquis en su nombre.
- ¡Entonces...! Usted le dirá que yo no quiero almorzar con él.

Después de la comida (que finalmente tuvo lugar), el General le pidió a Bertaux que le ordenara a « Hilaire » abandonar el territorio francés, a lo que éste respondió:

Yo soy un militar británico en servicio. Tengo una orden que llevar a cabo. Nunca me retiraré si no es por órdenes de mis superiores en Londres. ¡Váyase a la mierda, usted es sólo el jefe de un gobierno provisional al cual los aliados no han reconocido!

Bertaux cumplió la orden y le fue a decir a « Hilaire » que se tomara todo su tiempo para despedirse y hacer su equipaje.

## Prefecto, hombre de gabinete y senador
Bertaux tuvo que lidiar también con la gran reticencia de Pío XII a la hora de nombrar cardenal al arzobispo de Toulouse, Jules Saliège, quien había denunciado la responsabilidad de Vichy en la detención de judíos. El Papa ponía como pretexto que la discapacidad física del prelado le impediría recibir el báculo siguiendo el canon, que establecía que éste debía recibirse sólo de manos del Papa "y de nadie más." El Comisario de la República le transmite al nuncio Roncalli que ese error político no podía sino alegrarlo, a él que era un laico convencido, pero que a quien estaba desmereciendo el Papa era a la Iglesia de Francia. Finalmente será el nuncio quien se trasladará personalmente a Toulouse para entregarle el capelo de cardenal al arzobispo de la Resistencia. Bertaux se divierte en su discurso diciendo que estaba feliz de que fuera el nuncio "y nadie más" quien entregase la birreta.
Entre 1946 y 1947 fue director de gabinete de Jules Moch, entonces ministro de Transportes, y fue nombrado prefecto del departamento del Ródano en 1947, y luego Director de la Seguridad Nacional de 1949 a 1951, cargo que abandona tras haber creído en la palabra de honor del culpable del robo de las joyas de la Bégum. Fue elegido senador por el Sudán Francés por 13 votos de 23, el 1 de noviembre de 1953, a causa de la muerte de Félicien Cozzano. Senador independiente, ocupa su escaño en la comisión de la Francia de Ultramar y participa en 1955 de los debates sobre la reorganización municipal en los territorios de ultramar (las hoy llamadas Colectividades de Ultramar), y sobre los Acuerdos de París para decidir el ingreso de la República Federal Alemana en la OTAN, pero no es reelecto en junio de 1955.
Luego se desempeñó en el sector privado (como gerente general de una empresa de construcción) entre 1955 y 1958.

## Vida académica
Pierre Bertaux es famoso, tanto en Francia como en Alemania, por su tesis « revolucionaria » sobre Hölderlin (1936), en la que sostiene que la reputación de "poeta loco" del escritor era infundada, y que su supuesta locura responde en realidad a sus ideas jacobinas, las cuales era necesario disimular si se vivía en los estados alemanes de aquella época, que se encontraban todavía bajo el yugo del absolutismo.
Bertaux también fue autor de varios diccionarios de alemán. Continuó su carrera académica en la facultad de letras de la Universidad de Lille (1958), París (1964) en la Sorbona (con su amigo Roger Ayrault). Fue fundador del Instituto de Alemán de Asnières (Nueva Sorbona). También publicó en 1969 una "Historia de África, desde la prehistoria hasta los estados actuales". Recibió la Medalla Goethe en 1970, el Premio Heinrich Heine de la ciudad de Düsseldorf en 1975, y se desempeñó como jurado en el Premio de la Paz del Comercio Librero Alemán de 1979.
De sus tres hijos, Daniel Bertaux y Jean-Loup han hecho una carrera universitaria.

## Obras
En francés:
- Hölderlin, Ensayo de biografía interior, París, Hachette, 1936.
- La mutación humana, 1964.
- La liberación de Toulouse y su región, Hachette, 1973.
- Hölderlin o los tiempos de un poeta, París, Gallimard, 1983.
- Pierre Bertaux y Hansgerd Schulte, Memorias interrumpidas, Presses Sorbonne Nouvelle, 2000. ISBN 2-910212-14-9
- Un normalista en Berlín, cartas 1927-1933.

En alemán:
- Friedrich Hölderlin, Frankfurt del Meno, 1981.
- Hölderlin y la Revolución Francesa. Frankfurt del Main, 1969.
- África. Desde la prehistoria hasta los estados actuales, Frankfurt del Meno, 1966.
- Mutación del hombre – Diagnóstico y pronóstico, Frankfurt del Meno, 1963.